# Morelábor
Morelábor är en kommun i Spanien.   Den ligger i provinsen Provincia de Granada och regionen Andalusien, i den södra delen av landet, 300 km söder om huvudstaden Madrid. Antalet invånare är 742. Arean är 39 kvadratkilometer. Morelábor gränsar till Gobernador, Pedro Martínez, Huélago, Darro och Piñar. 
Terrängen i Morelábor är platt åt nordost, men åt sydväst är den kuperad.